# تالسوخ
تالسوخ (به لاتین: Talsukh) یک منطقهٔ مسکونی در روسیه است که در داغستان واقع شده‌است.